# 幻眼管

EM11型幻眼管

幻眼管（Magic eye tube），亦稱、貓眼管，是一種熱真空電子管，用來給出音效輸出、訊號強度或其他功能的視覺信號，約於1936年之後加入收音機的設備之中，替代較早的 Tuneon 霓虹燈調諧指示器。實際上，幻眼管是一種微型的陰極射線管，通常會發出綠光，且螢幕上未發光的部份在調準到和發射台同頻時會變窄，因而顯示出訊號的「高峰」。幻眼管的使用目的即在於幫助調至最強的發射台頻率。幻眼管在視覺上的幫助使得訊號強度比起單獨用耳朵量測要來得容易得多。
當1950年代早期，FM收音機開始在英國市場上出現時，許多型式的幻眼管也跟著出現。雖然有許多不同的外觀，但運作原理都是一樣的。一些幻眼管甚至有分別的小螢幕來顯示FM的立體聲多路傳輸接收。
幻眼管亦被使用在開盤式錄音機上頭，以做為錄音電平的量表。

## 外部連結
- 更多技術性的描述 （页面存档备份，存于）
- 顯示運作中的幻眼管 （页面存档备份，存于）